# 臺中市私立嘉陽高級中學
臺中市嘉陽高級中學（全銜嘉陽學校財團法人臺中市嘉陽高級中學），簡稱嘉陽高中（CYSH）。成立於1970年6月17日，設有飛機修護科，是台中市海線地區唯一辦理進修部331專班的學校。

## 歷史
- 1967年，「臺中縣私立崇基高級工商職業學校」建校。
- 1970年6月，董事會改組、學校更名為「臺中縣私立嘉陽高級工商職業學校」。
- 1988年5月23日，駐校董事黃子華成立海外留學班。
- 1990年，奉准增設普通科和國際貿易科，學校更名「臺中縣私立嘉陽高級中學」。
- 1995年，獲准設立國中部，成為海線地區第一所綜合型高級中學。
- 1996年9月，獲准增設資料處理科。
- 2000年，增設資訊科。
- 2003年，增設餐飲管理科。
- 2004年，增設幼兒保育科。
- 2005年，電視劇《惡作劇之吻》以嘉陽高中為拍攝場景。[來源請求]
- 2006年4月，與斯洛伐克康明尼斯大學醫學院簽約，成立醫科留學班。9月增設應用外語科。
- 2008年8月，增設飛機修護科及航空電子科。
- 2011年8月1日，增設時尚造型科及廣告技術科，幼兒保育科走入歷史。
- 2012年，增設美顏技術科。
- 2014年8月1日，更名為嘉陽學校財團法人臺中市嘉陽高級中學。
- 2015年，增設烘焙食品科及美髮技術科。
- 2018年，因應產業需求與轉變，調整部分科別，增設寵物經營(美容)科。榮獲全國學生競賽美髮第二名金手獎、飛機修護第三名金手獎及第五名優勝、廣告設計第二十七名優勝，成績優秀。
- 2023年，因應少子化趨勢和學生人數減少，從111學年度開始停止日間部新生招生。[2]

## 歷屆董事長
1. 黃清芳：1970年~1994年
2. 黃子華：1994年~2003年
3. 黃聖文：2003年~2023年
4. 蔡智元：2023年~迄今

## 歷任校長
| 任別 | 任期                       | 姓名   |
| ---- | -------------------------- | ------ |
| 1    | 1970年 － 1982年           | 楊丁   |
| 2    | 1982年 － 1987年           | 陳文平 |
| 3    | 1988年3月 － 2005年7月     | 李世文 |
| 4    | 2005年 － 2007年           | 陳永吉 |
| 5    | 2007年 － 2008年           | 陳永昭 |
| 6    | 2008年8月 － 2011年2月     | 陳啟浩 |
| 代理 | 2011年2月 － 2011年8月     | 吳桂州 |
| 7    | 2011年8月 － 2015年8月     | 林亨華 |
| 8    | 2015年9月1日 － 2016年8月  | 李榮東 |
| 9    | 2016年9月1日 － 2017年2月  | 吳玲梅 |
| 10   | 2017年2月 － 2017年7月31日 | 陳建琮 |
| 11   | 2017年8月 － 2018年7月31日 | 吳桂州 |
| 12   | 2018年8月1日 － 現任       | 賴昭呈 |

## 教學單位

### 一般職業類科
- 汽車科
- 飛機修護科 (航空電子組)
- 時尚造型科
- 廣告設計科

### 實用技能學程
- 餐飲技術科
- 烘焙食品科
- 寵物經營(美容)科

### 建教合作
- 餐飲科

### 進修部
- 水電技術科
- 餐飲技術科